# Virginie Faivre
Virginie Faivre (Losanna, 6 settembre 1982) è un'ex sciatrice freestyle svizzera, vincitrice di tre titoli mondiali e di tre Coppe del Mondo di halfpipe.

## Biografia
In Coppa del Mondo ha esordito il 22 novembre 2003 a Saas-Fee, salendo sul podio al secondo posto e ha ottenuto la prima vittoria l'11 gennaio 2009 a Les Contamines.
In carriera ha partecipato a un'edizione dei Giochi olimpici invernali, Soči 2014 (4ª nell'halfpipe), e a tre dei Campionati mondiali, vincendo tre medaglie d'oro.

## Palmarès

### Mondiali
- 3 medaglie:
  - 3 ori (halfpipe a Inawashiro 2009; halfpipe a Oslo-Tryvann 2013; halfpipe a Kreischberg 2015)

### Coppa del Mondo
- Miglior piazzamento in classifica generale: 2ª nel 2013
- Vincitrice della Coppa del Mondo di halfpipe nel 2008, nel 2009 e nel 2013
- 12 podi:
  - 2 vittorie
  - 7 secondi posti
  - 3 terzi posti

#### Coppa del Mondo - vittorie
| Data             | Luogo          | Paese   | Disciplina |
| ---------------- | -------------- | ------- | ---------- |
| 11 gennaio 2009  | Les Contamines | Francia | HP         |
| 16 febbraio 2013 | Soči           | Russia  | HP         |

Legenda:

HP = Halfpipe